# Liste de films tournés dans le département de la Gironde
Un certain nombre d'œuvres cinématographiques et télévisuelles ont été tournés dans le département de la Gironde.
Voici une liste à compléter de films, téléfilms, feuilletons télévisés, films documentaires... tournés en Gironde, classés par commune et lieu de tournage et date de diffusion.
- Haut – A
- B
- C
- D
- E
- F
- G
- H
- I
- J
- K
- L
- M
- N
- O
- P
- Q
- R
- S
- T
- U
- V
- W
- X
- Y
- Z

## Lieux à déterminer
- 1988 : Le Plus Escroc des deux de Frank Oz
- 2002 : Carnages de Delphine Gleize

## A
- Haut – A
- B
- C
- D
- E
- F
- G
- H
- I
- J
- K
- L
- M
- N
- O
- P
- Q
- R
- S
- T
- U
- V
- W
- X
- Y
- Z

- Arcachon
  - 1960 : Les Mordus de René Jolivet[1]
  - 2002 : Un moment de bonheur de Antoine Santana[2]
  - 2003 : La Fleur du mal de Claude Chabrol[3]
  - 2006 : Camping de Fabien Onteniente[4]
  - 2016 : Papa ou Maman 2  de Martin Bourboulon

- Arès
  - 2006 : Camping de Fabien Onteniente[4]

## B
- Haut – A
- B
- C
- D
- E
- F
- G
- H
- I
- J
- K
- L
- M
- N
- O
- P
- Q
- R
- S
- T
- U
- V
- W
- X
- Y
- Z

- Bazas
  - 1962 : Thérèse Desqueyroux de Georges Franju[5]

- Bègles
  - 2012 : Le Grand Soir de Benoît Delépine et Gustave Kervern[6]
  - 2008: Duel en ville téléfilm de Pascal Chaumeil[7]
  - 2018: Baron noir : saison 2, épisode 1 'Twins'  série télévisée de Ziad Doueiri[8]

- Belin-Béliet
  - 2010 : Les Petits Mouchoirs de Guillaume Canet[9]
  - 2012 : Thérèse Desqueyroux de Claude Miller

- Biganos
  - 2010 : Camping 2 de Fabien Onteniente

- Blaye
  - 1959 : Moderato Cantabile  de Peter Brook, adaptation d'un roman de Marguerite Duras[10]
  - 1973 : Antoine et Sébastien de Jean-Marie Périer
  - 1977 : La Menace de Alain Corneau
  - 2002 : Mischka de Jean-François Stévenin
  - 2009 : Cartouche, le brigand magnifique de Henri Helman

- Bordeaux
  - 1939 : L'Intrigante d’Émile Couzinet
  - 1947 : Hyménée d'Émile Couzinet
  - 1949 : Cinq tulipes rouges de Jean Stelli
  - 1956 : Des gens sans importance d’Henri Verneuil
  - 1964 : Le Corniaud de Gérard Oury
  - 1965 : Le Coup de grâce de Jean Cayrol
  - 1970 : Élise ou la vraie vie de Michel Drach
  - 1972 : Un flic de Jean-Pierre Melville (gare de Bordeaux-Saint-Jean)
  - 1977 : La Menace d'Alain Corneau
  - 1980 : Pile ou Face de Robert Enrico
  - 1982 : Les Misérables de Robert Hossein
  - 1986 : Les Fugitifs de Francis Veber
  - 1989 : La Révolution française de Robert Enrico et Richard T. Heffron[11]
  - 1989 : Valmont de Miloš Forman
  - 1990 : La Fête des pères de Joy Fleury
  - 1991 : Colette de Danny Huston
  - 1992 : Albert souffre de Bruno Nuytten
  - 1994 : L'Ange noir de Jean-Claude Brisseau
  - 1994 : La Reine Margot de  Patrice Chereau
  - 1995 : French Kiss de Lawrence Kasdan
  - 1996 : Beaumarchais, l'insolent de Édouard Molinaro
  - 1998 : La Cousine Bette de Des McAnuff
  - 1999 : Mauvaise passe de Michel Blanc
  - 2000 : Baise-moi de Virginie Despentes
  - 2001 : Vidocq de Pitof
  - 2002 : Se souvenir des belles choses de Zabou Breitman
  - 2002 : À la folie... pas du tout de Lætitia Colombani
  - 2003 : Bon Voyage de Jean-Paul Rappeneau[12]
  - 2003 : La fleur du mal de Claude Chabrol
  - 2004 : Les Gaous d’Igor Sekulic
  - 2005 : Les Vagues, téléfilm de Frédéric Carpentier[13]
  - 2006 : Villa belle France, téléfilm de Karim Soumaila[14]
  - 2006 : La Faute à Fidel ! de Julie Gavras
  - 2007 : Coupable de Laetitia Masson
  - 2008 : Nos 18 ans de Frédéric Berthe
  - 2008: Duel en ville téléfilm de Pascal Chaumeil[7]
  - 2009 : Domaine de Patric Chiha
  - 2012 : Thérèse Desqueyroux de Claude Miller
  - 2012 : Le Grand Soir de Benoît Delépine et Gustave Kervern[6]
  - 2012 : Un jour mon père viendra de Martin Valente
  - 2017 : Mamma Mia! Here We Go Again de  Ol Parker
  - 2018 : Capitaine Marleau `Saison 2, Épisode 4 : Le Jeune homme et la mort série télévisée de Josée Dayan
  - 2019 : Le Premier oublié de Christophe Lamotte
  - 2020 : Si tu vois ma mère de Nathanaël Guedj

- Bouliac
  - 2012 : Le Grand Soir de Benoît Delépine et Gustave Kervern[6]

- Bourg
  - 1941 : L'intrigante ou la belle Bordelaise de Emile Couzinet
  - 1952 : Le curé de Saint-Amour de Emile Couzinet
  - 1953 : Trois jours de bringue à Paris de Emile Couzinet
  - 1954 : Le congrès des belles mères de Emile Couzinet
  - 1962 : Césarin joue les étroits mousquetaires de Emile Couzinet
  - 2006 : Villa belle France, téléfilm de Karim Soumaila[14]
  - 2007 à la télévision : Monsieur Léon de Pierre Boutron

- Branne
  - 1995 : Série TV La Rivière Espérance de Josée Dayan

## C
- Haut – A
- B
- C
- D
- E
- F
- G
- H
- I
- J
- K
- L
- M
- N
- O
- P
- Q
- R
- S
- T
- U
- V
- W
- X
- Y
- Z

- Cadaujac
  - 2006 : Villa belle France, téléfilm de Karim Soumaila[14]
  - 2008: Duel en ville téléfilm de Pascal Chaumeil[7]

- Cadillac
  - 2003 : La Fleur du mal de Claude Chabrol[3]
  - 2021 : L'Homme qui penche de Marie-Violaine Brincard et Olivier Dury

- Camblanes-et-Meynac
  - 2008: Duel en ville téléfilm de Pascal Chaumeil[7]

- Cap Ferret
  - 2010 : Les Petits Mouchoirs de Guillaume Canet[9]

- Carbon-Blanc
  - 2001-2016 : Famille d'accueil série télévisée de Daniel Janneau et Alain Wermus[15]

- Carcans
  - 2012 : Thérèse Desqueyroux de Claude Miller (Lac d'Hourtin et de Carcans)
  - 2014 : Les Combattants de Thomas Cailley[16]

- Cazaux
  - 1960 : Les Mordus de René Jolivet[1]

- Cenon
  - 2008: Duel en ville téléfilm de Pascal Chaumeil[7]

- Cestas
  - 2006 : Villa belle France, téléfilm de Karim Soumaila[14]
  - 2012 : Le Grand Soir de Benoît Delépine et Gustave Kervern[6]

- Cubzac-les-Ponts
  - 2020 : Eiffel de Martin Bourboulon

## D
- Haut – A
- B
- C
- D
- E
- F
- G
- H
- I
- J
- K
- L
- M
- N
- O
- P
- Q
- R
- S
- T
- U
- V
- W
- X
- Y
- Z

## E
- Haut – A
- B
- C
- D
- E
- F
- G
- H
- I
- J
- K
- L
- M
- N
- O
- P
- Q
- R
- S
- T
- U
- V
- W
- X
- Y
- Z

- Eysines
  - 2008: Duel en ville téléfilm de Pascal Chaumeil[7]

## F
- Haut – A
- B
- C
- D
- E
- F
- G
- H
- I
- J
- K
- L
- M
- N
- O
- P
- Q
- R
- S
- T
- U
- V
- W
- X
- Y
- Z

- Floirac
  - 2001-2016 : Famille d'accueil série télévisée de Daniel Janneau et Alain Wermus[15]

## G
- Haut – A
- B
- C
- D
- E
- F
- G
- H
- I
- J
- K
- L
- M
- N
- O
- P
- Q
- R
- S
- T
- U
- V
- W
- X
- Y
- Z

- Générac
  - 2009 : Cartouche, le brigand magnifique de Henri Helman
- Gours
  - 2011 : Mon arbre de Bérénice André

- Gradignan
  - 2008: Duel en ville téléfilm de Pascal Chaumeil[7]

- Grézillac
  - 1995 : Série TV La Rivière Espérance de Josée Dayan

- Gujan-Mestras
  - 2010 : Camping 2 de Fabien Onteniente

## H
- Haut – A
- B
- C
- D
- E
- F
- G
- H
- I
- J
- K
- L
- M
- N
- O
- P
- Q
- R
- S
- T
- U
- V
- W
- X
- Y
- Z

- Hourtin
  - 2012 : Thérèse Desqueyroux de Claude Miller (Lac d'Hourtin et de Carcans)

## I
- Haut – A
- B
- C
- D
- E
- F
- G
- H
- I
- J
- K
- L
- M
- N
- O
- P
- Q
- R
- S
- T
- U
- V
- W
- X
- Y
- Z

## J
- Haut – A
- B
- C
- D
- E
- F
- G
- H
- I
- J
- K
- L
- M
- N
- O
- P
- Q
- R
- S
- T
- U
- V
- W
- X
- Y
- Z

## K
- Haut – A
- B
- C
- D
- E
- F
- G
- H
- I
- J
- K
- L
- M
- N
- O
- P
- Q
- R
- S
- T
- U
- V
- W
- X
- Y
- Z

## L
- Haut – A
- B
- C
- D
- E
- F
- G
- H
- I
- J
- K
- L
- M
- N
- O
- P
- Q
- R
- S
- T
- U
- V
- W
- X
- Y
- Z

- La Teste-de-Buch
  - 2002 : Un moment de bonheur de Antoine Santana[2]
  - 2003 : Bon Voyage de Jean-Paul Rappeneau[12]
  - 2006 : Camping de Fabien Onteniente[4]
  - 2010 : Camping 2 de Fabien Onteniente
  - 2010 : Les Petits Mouchoirsde Guillaume Canet[9]

- Lacanau
  - 2014 : Les Combattants de Thomas Cailley[16]

- Langon
  - 2014 : Les Combattants de Thomas Cailley[16]

- Le Bouscat
  - 2012 : Le Grand Soir de Benoît Delépine et Gustave Kervern[6]
  - 2020 : Si tu vois ma mère de Nathanaël Guedj

- Libourne
  - 1995 : Série TV La Rivière Espérance de Josée Dayan
  - 2006 : Les Irréductibles de Renaud Bertrand

- Lormont
  - 2008: Duel en ville téléfilm de Pascal Chaumeil[7]
  - 2020 : Si tu vois ma mère de Nathanaël Guedj

## M
- Haut – A
- B
- C
- D
- E
- F
- G
- H
- I
- J
- K
- L
- M
- N
- O
- P
- Q
- R
- S
- T
- U
- V
- W
- X
- Y
- Z

- Mazères

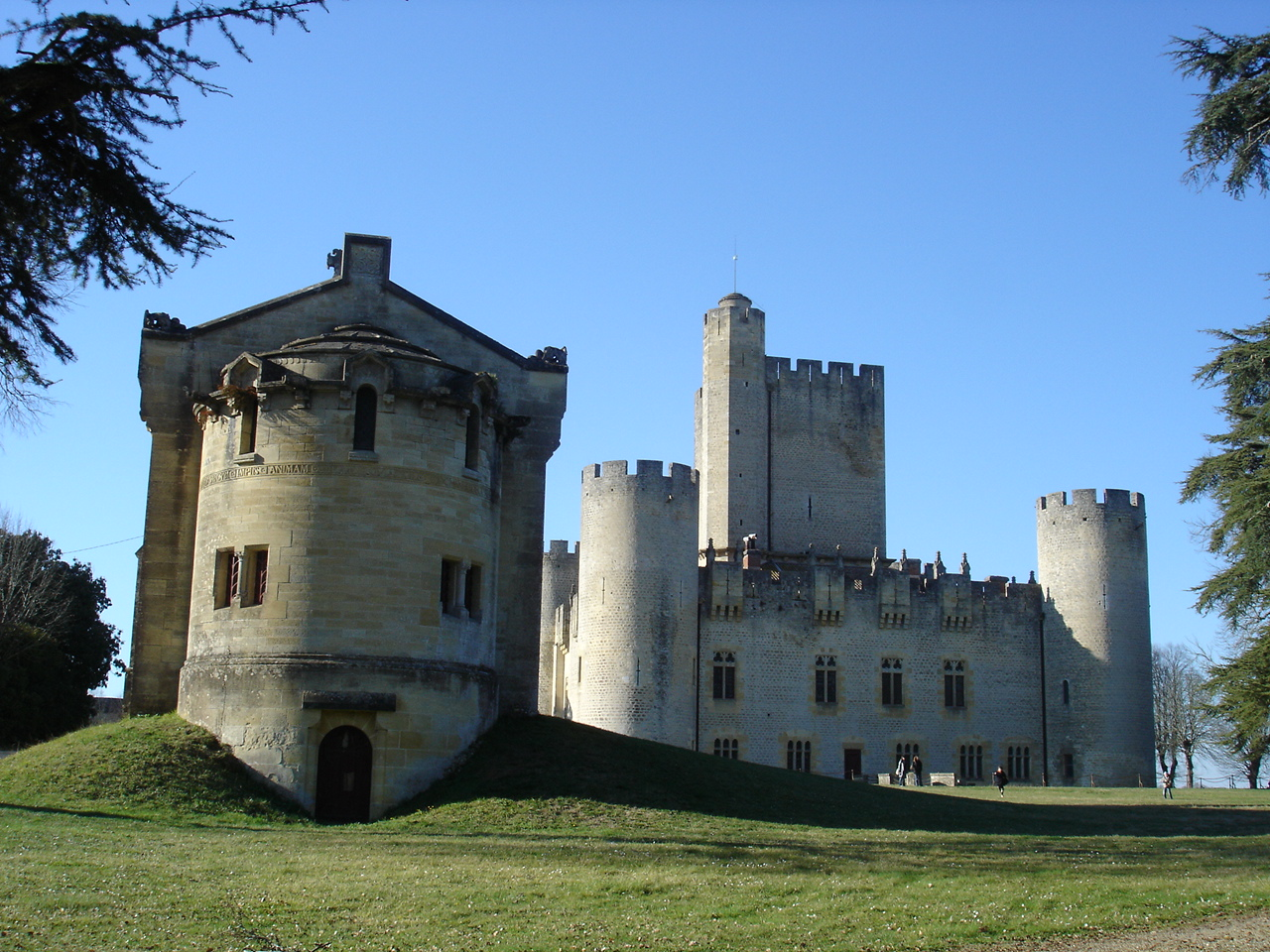
Mazères : le château de Roquetaillade et sa chapelle

  - 1967 : Fantomas contre Scotland Yard d'André Hunebelle - Château de Roquetaillade
  - 2009 : Cartouche, le brigand magnifique téléfilm d'Henri Helman - Château de Roquetaillade[17].

- Mérignac
  - 2003 : La Fleur du mal de Claude Chabrol[3]
  - 2008: Duel en ville téléfilm de Pascal Chaumeil[7]
  - 2010 : Les Petits Mouchoirsde Guillaume Canet[9]
  - 2012 : Le Grand Soir de Benoît Delépine et Gustave Kervern - Château Picque Caillou[6]

- Mios
  - 2012 : Le Grand Soir de Benoît Delépine et Gustave Kervern[6]

## N
- Haut – A
- B
- C
- D
- E
- F
- G
- H
- I
- J
- K
- L
- M
- N
- O
- P
- Q
- R
- S
- T
- U
- V
- W
- X
- Y
- Z

## O
- Haut – A
- B
- C
- D
- E
- F
- G
- H
- I
- J
- K
- L
- M
- N
- O
- P
- Q
- R
- S
- T
- U
- V
- W
- X
- Y
- Z

## P
- Haut – A
- B
- C
- D
- E
- F
- G
- H
- I
- J
- K
- L
- M
- N
- O
- P
- Q
- R
- S
- T
- U
- V
- W
- X
- Y
- Z

- Pauillac
  - 1982 : J'ai épousé une ombre de Robin Davis[18]

- Pessac
  - 2006 : Villa belle France, téléfilm de Karim Soumaila[14]
  - 2012 : Le Grand Soir de Benoît Delépine et Gustave Kervern[6]

- Peujard
  - 2010 : Les Petits Mouchoirs de Guillaume Canet[9]

- Préchac
  - 1962 : Thérèse Desqueyroux de Georges Franju[5]

- Prignac-et-Marcamps
  - 1982 : Les Misérables de Robert Hossein
  - 1994 : Le raisin d'or de Joel Seria
  - 2000 : La bicyclette bleue de Thierry Binisti
  - 2010 : La Maison des Rocheville de Jacques Otmezguine

- Pyla-sur-Mer
  - 2003 : La Fleur du mal de Claude Chabrol[3]
  - 2006 : Camping de Fabien Onteniente[4]

## Q
- Haut – A
- B
- C
- D
- E
- F
- G
- H
- I
- J
- K
- L
- M
- N
- O
- P
- Q
- R
- S
- T
- U
- V
- W
- X
- Y
- Z

## R
- Haut – A
- B
- C
- D
- E
- F
- G
- H
- I
- J
- K
- L
- M
- N
- O
- P
- Q
- R
- S
- T
- U
- V
- W
- X
- Y
- Z

## S
- Haut – A
- B
- C
- D
- E
- F
- G
- H
- I
- J
- K
- L
- M
- N
- O
- P
- Q
- R
- S
- T
- U
- V
- W
- X
- Y
- Z

- Saint-André-de-Cubzac
  - 1996 : Cousin bette de Des McAnuff
  - 2005 : Je t'aime à te tuer de Alain Wermus
  - 2007 à la télévision : Monsieur Léon de Pierre Boutron
  - 2010 : La Maison des Rocheville de Jacques Otmezguine

- Saint-Léger-de-Balson
  - 1962 : Thérèse Desqueyroux de Georges Franju[5]

- Saint-Symphorien
  - 1962 : Thérèse Desqueyroux de Georges Franju[5]

Saint macaire:gironde
Cinema:film (1975) vous n'aurez pas l'Alsace et la lorraine

## T
- Haut – A
- B
- C
- D
- E
- F
- G
- H
- I
- J
- K
- L
- M
- N
- O
- P
- Q
- R
- S
- T
- U
- V
- W
- X
- Y
- Z

- Taillan-Médoc
  - 2009 : Cartouche, le brigand magnifique téléfilm d'Henri Helman - Château du Taillan[17]

## U
- Haut – A
- B
- C
- D
- E
- F
- G
- H
- I
- J
- K
- L
- M
- N
- O
- P
- Q
- R
- S
- T
- U
- V
- W
- X
- Y
- Z

## V
- Haut – A
- B
- C
- D
- E
- F
- G
- H
- I
- J
- K
- L
- M
- N
- O
- P
- Q
- R
- S
- T
- U
- V
- W
- X
- Y
- Z

- Villandraut
  - 1962 : Thérèse Desqueyroux de Georges Franju[5]

- Villenave-d'Ornon
  - 2012 : Le Grand Soir de Benoît Delépine et Gustave Kervern[6]
- Vendays-Montalivet
  - 2014 : Welcome in palombie de Kévin Cattoen et Aurélie Torralba

## W
- Haut – A
- B
- C
- D
- E
- F
- G
- H
- I
- J
- K
- L
- M
- N
- O
- P
- Q
- R
- S
- T
- U
- V
- W
- X
- Y
- Z

## X
- Haut – A
- B
- C
- D
- E
- F
- G
- H
- I
- J
- K
- L
- M
- N
- O
- P
- Q
- R
- S
- T
- U
- V
- W
- X
- Y
- Z

## Y
- Haut – A
- B
- C
- D
- E
- F
- G
- H
- I
- J
- K
- L
- M
- N
- O
- P
- Q
- R
- S
- T
- U
- V
- W
- X
- Y
- Z

## Z
- Haut – A
- B
- C
- D
- E
- F
- G
- H
- I
- J
- K
- L
- M
- N
- O
- P
- Q
- R
- S
- T
- U
- V
- W
- X
- Y
- Z